# Keune
Keune is een bestuurslaag in het regentschap Pidie van de provincie Atjeh, Indonesië. Keune telt 550 inwoners (volkstelling 2010).